# Ahmadjon Odilov
Ahmadjon Odilov (ros. Ахмаджан Адылов (Одилов), Achmadżan Adyłow (Odiłow), ur. 1 maja 1925 w miejscowości Gʻurumsaroy w obwodzie namangańskim, obecnie wilajet namangański, zm. 27 września 2017) – przewodniczący kołchozu, radziecki działacz partyjny, Bohater Pracy Socjalistycznej (1965).

## Życiorys
Był synem przewodniczącego kołchozu, który we wrześniu 1937 został aresztowany, a w 1939 rozstrzelany jako „wróg ludu”. Od wczesnej młodości pracował w kołchozie, m.in. jako pomocnik traktorzysty, pomocnik buchaltera i buchalter, skończył szkołę średnią. Od 1950 należał do WKP(b), w latach 1957–1974 był przewodniczącym kołchozu im. Lenina w rejonie papskim w obwodzie namangańskim (od stycznia 1960 do grudnia 1967: fergańskim). Przez wiele lat był jednym z pełnomocników I sekretarza KC Komunistycznej Partii Uzbekistanu Szarofa Raszidowa. Od 1974 do sierpnia 1984 był dyrektorem sowchozu im. Lenina w rejonie papskim, pod koniec lat 70. był dyrektorem generalnym Rejonowego Zjednoczenia Agroprzemysłowego, w skład którego wchodziło 14 sowchozów i 17 kołchozów. Od 8 kwietnia 1966 do 30 marca 1971 był członkiem Centralnej Komisji Rewizyjnej KPZR. Deputowany do Rady Najwyższej ZSRR 9 i 10 kadencji (1974–1984). Był członkiem Prezydium Rady Najwyższej ZSRR i deputowanym do Rady Najwyższej Uzbeckiej SRR trzech kadencji.
13 sierpnia 1984 został aresztowany, był poddawany śledztwu w związku z oskarżeniem o udział w korupcyjnej „aferze bawełnianej”, 24 grudnia 1991 zwolniony z więzienia po uzyskaniu niepodległości przez Uzbekistan i w lutym 1992 zrehabilitowany. 26 czerwca 1993 ponownie aresztowany, 4 miesiące później skazany na 4 lata więzienia za kradzież 5 ton nawozu, w 1994 do wyroku dodano mu jeszcze 10 lat za przestępstwa gospodarcze popełnione jeszcze w czasach radzieckich. Później wyrok jeszcze przedłużono za posiadanie narkotyków i nieposłuszeństwo administracji; ostatecznie Adyłow wyszedł na wolność 5 czerwca 2008. W przeciwieństwie do pozostałych aresztowanych za udział w „aferze bawełnianej” nie został pozbawiony odznaczeń.

## Odznaczenia
- Medal Sierp i Młot Bohatera Pracy Socjalistycznej (1 marca 1965)
- Order Lenina (trzykrotnie – 1 marca 1965, 8 kwietnia 1971 i 10 grudnia 1973)
- Order Rewolucji Październikowej (25 grudnia 1976)